# Premis Ondas 1961
Els Premis Ondas 1961 van ser la cinquena edició dels Premis Ondas, atorgades el 1961. En aquesta edició es diferencien quatre categories: Premis Nacionals de ràdio, nacionals de televisió, internacionals de ràdio i televisió, i especials.

## Nacionals de ràdio
- Manuel Vidal Españó, Millor programa científic de Ràdio Barcelona
- Tercer programa (Antonio Manuel Campoy), Millor programa cultural d'RNE
- Vicente Mullor, Millor actor de programa de la cadena SER
- Jaime de Armiñán, Millor autor de programa de la cadena SER
- Cayetano Luca de Tena, Millor director de programa de cadena SER
- Reverend P. Iraologoitia, Millor programa religiós de Ràdio Castilla de Burgos

## Nacionals televisió
- Tico Medina, Millor programa informatiu de TVE
- Margot Cottens, Millor actriu de programa de TVE
- Gran Teatro, Millor programa teatral de TVE

## Locals
- María Teresa Íñigo de Toro, Millor locutora de programa locals de La Voz de Valladolid
- Alberto Nadal, Millor locutor de programa locals de Ràdio Espanya de Barcelona
- Purita Martínez, Millor actriu de programa locals de Radi Granada
- Fernando Forner, Millor actor de programa locals de Ràdio Intercontinental Madrid
- Juan Pablo Alba, Millor actor locals de Ràdio Extremadura Badajoz
- Carlos Barber, Millor Director de programa locals de Ràdio La Veu de Madrid
- Carmen Mendoza, Millor locutora de programa locals de la cadena SER
- Jesús Álvarez, Millor locutor de programa locals de TVE
- Fantasía infantil, Millor programa infantil de Radio Las Palmas

## Internacionals ràdio i televisió
- Jacqueline Huet, Millor locutora d'ORTF -París (França)
- Renny Ottolina, Millor locutor estranger de TV Caracas (Veneçuela)
- Jacqueline Nadal, Millor actriu estrangera de Ràdio i TV- Beirut (Líban)
- Miville Couture, Millor actor estranger de Ràdio Canadà- Mont-real (el Canadà)
- André Gaspard, Millor autor estranger de Ràdio Montecarlo-Mònaco (Mònaco)
- Floriano Faissal, Millor director estranger de Ràdio Nacional Brasil-Rio de Janeiro
- John Parry, Millor Programa Religiós Estranger de Ràdio Rhodèsia - Salisbury (Rodhesia)
- Alberto Domper, Millor Programa Informatiu Estranger de Ràdio El Mundo - Buenos Aires (l'Argentina)
- Eye on Research, Millor Programa Científic Estranger de BBC - Londres (Gran Bretanya)
- L'amico del giaguaro (Gino Bramieri), Millor Programa Teatral Estranger de RAI - Roma (Itàlia)
- Eduardo Olona, Millor Programa Infantil Estranger de Ràdio Nederland - Hilversum (Països Baixos)
- Itàlia Cultural, Millor Programa Cultural Estranger de Ràdio Zuric - Zuric (Suïssa)

## Especials
- José Bermejo Per retransmissions de les corregudes de toros des de Bogotà, SER-Madrid (Espanya)
- Richard Dimbleby, Primer locutor que va unir la intervenció amb l'Eurovisió des de Moscou, BBC Londres (Gran Bretanya)